# Nowa Dąbrówka (Taluba)
Nowa Dąbrówka – część wsi Taluba w Polsce położona w województwie mazowieckim, w powiecie garwolińskim, w gminie Garwolin.
Nowa Dąbrówka należy do rzymskokatolickiej parafii św. Jana Pawła II w Sulbinach.
W latach 1975–1998 Nowa Dąbrówka należała administracyjnie do województwa siedleckiego.